# Deadloch
Deadloch é uma série de televisão australiana de comédia policial que estreou no Prime Video em 2 de junho de 2023. Criada por Kate McCartney e Kate McLennan, a série Deadloch é uma cidade fictícia na Tasmânia, estrelada por Kate Box, Madeleine Sami, Alicia Gardiner e Nina Oyama. Deadloch é uma produção da Amazon Studios. No dia 9 de julho de 2024, a série é renovada para a segunda temporada.

## Elenco e personagens

### Principais
- Kate Box como Dulcie Collins, sargento sênior da força policial de Deadloch, uma ex-detetive que se rebaixou a pedido de sua esposa, Cath.
- Madeleine Sami como Eddie Redcliffe, um detetive originário de Darwin, com um trabalho policial nada convencional e, às vezes, às vezes desagradável, mas às vezes subvertidamente inspirado.
- Alicia Gardiner como Cath York, a esposa possessiva de Dulcie Collins, com relacionamentos profundos com a maioria das mulheres da cidade.
- Nina Oyama como Abby Matsuda, uma condestável excitável e entusiasmada, mas tímida.

### Recorrentes
- Holly Austin como Skye O'Dwyer, a filha lésbica de Victoria e Sam O'Dwyer, que recentemente retornou a Deadloch para abrir um restaurante.
- Tom Ballard como Sven Alderman, um oficial gay geralmente entregue as tarefas menos importantes que lhe permitem folgar no trabalho.
- Astrid Wells Cooper como Claire Connelly, uma terapeuta e artista residente em Deadloch, e líder do coro feminino da cidade.
- Duncan Fellows como Ray McLintock, um peculiar morador da cidade, trabalhando no café de Vic, tem um burro de estimação e se envolve romanticamente com Eddie.
- Kris McQuade como Victoria O'Dwyer, a esposa de Sam O'Dwyer, que administra um café local.
- Shaun Martindale como Phil McGangus, um empresário surdamente homofóbico e porta-voz dos moradores da cidade que se sentem pressionados por suas mudanças nos últimos anos.
- Kartanya Maynard como Miranda Hoskins, uma garota aborígene que se sente menos confortável em Margaret Carruthers pressionando-a para uma bolsa de estudos financiada.
- Mia Morrissey como Nadiyah Zammit, esposa de Skye.
- Naarah como Sharelle Muir, uma empregada de bar com uma atitude antagônica em relação à polícia.
- Pamela Rabe como Margaret Carruthers, a matriarca de fato de Deadloch, descende da família que colonizou a área, com uma relação complicada com o povo aborígene que seus ancestrais deslocaram.
- Katie Robertson como Vanessa Latham, a autoconfiante e ditzy esposa de Trent Latham.
- Nick Simpson-Deeks como James King, o arrogante e misógino examinador forense de Deadloch, que está noivo de Abby.
- Hayden Spencer como Comissário Shane Hastings, o sexista e impetuoso Chefe de Polícia da Tasmânia.
- Leonie Whyman como Tammy Hampson, uma adolescente aborígene determinada a se tornar uma jogadora de futebol profissional, e melhor amiga de Miranda Hoskins.
- Susie Youssef como Aleyna Rahme, a prefeita da cidade, que muitas vezes está na mira de Phil McGangus.
- Harvey Zielinski como Gez Rahme, o marido esquisito de Aleyna Rahme.
- Harry Radbone como Tom O'Dwyer, o filho de Skye e Nadiyah, que sofre bullying dos garotos locais por sua família não tradicional e tenta adotar atitudes homofóbicas e sexistas para se juntar ao time de futebol.
- Stephanie Jack como Megan Lang, uma jornalista local insistente.
- Matt Burton como Jimmy Cook, um pé rapado com um histórico de realizar atos obscenos em público.

## Produção

### Desenvolvimento
Kate McCartney e Kate McLennan são as showrunners e produtoras da série. "The Kates", como são apelidados, foram inspirados a escrever uma comédia a partir de um cenário semelhante ao da série britânica Broadchurch depois que ambos assistiram à série, tanto que o título provisório do projeto foi "Funny Broadchurch". A atriz Nina Oyama disse ao Sydney Morning Herald: "A série é, antes de tudo, uma série policial, por causa da maneira como está apresentada, e a maneira como as pessoas continuarão retornando a ela será por razões baseadas em crime e mistério... Mas também é muito engraçado." Também houve uma intenção na produção de subverter alguns dos tropos típicos do gênero, e reverter quem costuma ser considerado as vítimas na sociedade. Há uma subtrama de um enredo das Primeiras Nações em torno de adolescentes locais interpretados por Leonie Whyman e Kartanya Maynard.
Deadloch foi escrito por McCartney e McLennan junto com Kim Wilson, Christian White, Anchuli Felicia King, Kirsty Fisher e Madelaine Sami. A produção da série começou em fevereiro de 2022. Os diretores da série incluíram Ben Chessell, Gracie Otto e Beck Cole. A produção é de Andy Walker para Prime Video, Guesswork Television e OK Great Productions, com Fiona McConaghy como coprodutora. McCartney, McLennan, Kevin Whyte e Tanya Phegan foram os produtores executivos.  A trilha sonora foi escrita por Amanda Brown.

## Recepção
A série foi recebida positivamente. No site agregador de críticas Rotten Tomatoes, 100% das 22 avaliações dos críticos são positivas, com uma classificação média de 8.0/10. O consenso do site diz: "Uma reviravolta irreverente no procedimento do crime, a mistura viciante de mistério e humor mordaz de Deadloch faz com que a maior parte de sua competição repleta de cadáveres pareça comparativamente dura".
Em uma resposta favorável de Luke Buckmaster, do The Guardian, ele deu à série quatro de cinco estrelas e elogiou as criadoras Kate McCartney e Kate McLennan – "Eles estão passando para a próxima fase de sua carreira, com Deadloch, uma série narrativamente mais rica, que é sombria e dramática, e muitas vezes também muito engraçada". Em uma crítica positiva de Pemi Bakshi da revista Grazia disse que "a série de oito partes mistura humor e comentários para nos trazer uma visão perversamente divertida do gênero de show policial". Em uma revisão um pouco mais mista para o site Screen Hub, Stephen A. Russell deu uma classificação de três estrelas de cinco e comentou que "Embora Deadloch esteja longe de estar morto na chegada, sua enervante falta de ambição estrutural matou muito do burburinho que eu tinha entrado."

## Prêmios e indicações
| Ano  | Prêmio                        | Categoria      | Indicado | Resultado |
| ---- | ----------------------------- | -------------- | -------- | --------- |
| 2024 | 52º International Emmy Awards | Melhor Comédia | Deadloch | Indicado  |